# Brian Ownby
Brian Tyler Ownby (Glen Allen, 16 juli 1990) is een Amerikaans voetballer die bij voorkeur als aanvaller speelt. Hij verruilde in 2015 Houston Dynamo voor Richmond Kickers.

## Clubcarrière
Ownby werd als zevende gekozen in de MLS Supplemental Draft 2012 door Houston Dynamo. Op 29 mei 2012 maakte hij tegen San Antonio Scorpions in de U.S. Open Cup zijn officiële debuut voor de club. In 2013 werd Ownby verscheidene keren uitgeleend aan Richmond Kickers. Op 1 april 2014 werd hij verhuurd aan Pittsburgh Riverhounds. Hij keerde terug bij Houston op 25 april.